# 100 Mètres (film)
Pour plus de détails, voir Fiche technique et Distribution.
100 Mètres (100 metros), est un film espagnol, réalisé par Marcel Barrena et sorti en 2016. Le scénario s'inspire de l'histoire vraie de Ramon Arroyo Prieto, athlète basque atteint d'une sclérose en plaques.

## Synopsis
Ramón est un trentenaire qui travaille dans une agence de publicité. Marié à Inma, il a un fils et mène une vie confortable jusqu'au jour où il constate qu'il a des difficultés à saisir des objets avec sa main droite. Un matin, il ne peut pas se lever du lit et parle avec difficulté. Le diagnostic médical tombe, il développe une sclérose en plaques. La maladie avance par poussées et remis de sa première crise, il débute un lourd traitement. Au même moment, le père de sa femme, Manolo, un ancien champion cycliste bourru et irascible qui rejette la vie moderne doit quitter sa maison qui s'effondre et est hébergé chez le couple. Manolo n'apprécie guère son gendre, et les deux hommes vont mettre du temps à se comprendre.
Ramón rencontre plusieurs malades à l'hôpital lors de ses traitements et écoute leurs différentes façons de supporter cette maladie sournoise et handicapante. Il y a ceux qui dépriment et lui disent que dans quelques mois il ne pourra plus marcher plus de cent mètres, et d'autres qui croient en la volonté et la lutte pour combattre la maladie. Finalement Ramón décide de se fixer un but au-delà du raisonnable, participer au triathlon Iron Man qui va se courir dans un an. Soutenu par sa femme et entraîné par son beau-père qu'il finit par comprendre, il commence son entraînement.

## Fiche technique
- Titre : 100 Mètres
- Titre original : 100 metros
- Réalisation : Marcel Barrena
- Scénario : Marcel Barrena
- Musique : Rodrigo Leão
- Photographie : Xavi Giménez
- Montage : Nacho Ruiz Capillas
- Production : Alina Constanso et Tino Navarro
- Société de production : Castelao Pictures, Cien Metros La Película, Filmax, MGN Filmes, Movistar+, Televisió de Catalunya et Televisión Española
- Pays :  Espagne et  Portugal
- Genre : Biopic et comédie dramatique
- Durée : 108 minutes
- Date de sortie : 
  - Espagne : 4 novembre 2016

## Distribution
- Dani Rovira : Ramon Arroyo Prieto
- Karra Elejalde : Manolo
- Alexandra Jiménez : Inma
- David Verdaguer : Mario
- Clara Segura : Dra. Berta
- Alba Ribas : Ariadna
- Bruno Bergonzini : Bernat
- Ricardo Pereira : Marcos
- Manuela Couto : Jefa de Ramón
- Marc Balaguer (es) : Paul
- Gael Díaz : Borja
- Maria de Medeiros : Noelia
- Andrés Velencoso : Monitor

## Distinctions
Le film a été nommé au prix Goya du meilleur acteur dans un second rôle pour Karra Elejalde.